# Рота-Грека
Рота-Грека, Рота-Ґрека (італ. Rota Greca, сиц. Rota Greca) — муніципалітет в Італії, у регіоні Калабрія,  провінція Козенца.
Рота-Грека розташована на відстані близько 410 км на південний схід від Рима, 80 км на північний захід від Катандзаро, 22 км на північний захід від Козенци.
Населення — 1152 особи (2014).
Щорічний фестиваль відбувається 15 серпня. Покровителька — Богородиця Небовзята.

## Демографія
Населення за роками:

Станом на 1 січня 2023 року в муніципалітеті офіційно проживав 21 іноземець з 4 країн, серед них 5 громадян країн Євросоюзу.

## Сусідні муніципалітети
- Черцето
- Фускальдо
- Латтарико
- Сан-Мартіно-ді-Фініта